# سید حسین آیت‌اللهی

سید حسین آیت‌اللهی در اوایل انقلاب در جهرم

نامه دستگیری سید حسین آیت اللهی

سید حسین آیت‌اللهی معروف به آقای حسین آقا، (زاده مرداد ۱۳۱۰ – درگذشته ۲۵ دی ۱۳۷۹) مجتهد شیعه، امام جمعه و نماینده سید روح‌الله خمینی در جهرم بود. از جمله فعالیت‌های او تأسیس مدرسه علمیه سید روح‌الله خمینی، احداث مصلای نماز جمعهٔ جهرم است.

## زندگی‌نامه
سید حسین آیت‌اللهی فرزند سید عبدالمحمد آیت‌اللهی و از سلسله سادات موسوی و پدر بزرگ او سیدعبدالحسین لاری، از نوادگان شاه رکن‌الدین دزفولی بود.
سید حسین آیت‌اللهی در سال ۱۳۱۰ در جهرم متولد شد. تحصیلات خود را نزد پدرش و سپس در حوزه‌های علمیه شیراز و قم انجام داد. او نزد اساتیدی چون سید محمدباقر سلطانی طباطبایی، سید روح‌الله خمینی نیز تحصیل کرد. او از شاگردان سید حسین بروجردی نیز بود. در اواخر دهه ۱۳۳۰ مقیم جهرم شد. وی با فداییان اسلام ارتباط داشت و آن‌ها را به مردم جهرم معرفی می‌کرد. آیت‌اللهی با سید ابوالقاسم کاشانی نیز ارتباط داشت و از خرداد ۱۳۴۲ تا پیش از انقلاب ۱۳۵۷ چند بار دیگر دست‌گیر و آزاد شد. پس از انقلاب، سید روح‌الله خمینی او را به عنوان امام جمعه جهرم منصوب کرد.

## درگذشت
وی پس از یک دوره بیماری در تاریخ ۲۵ دی ۱۳۷۹ در تهران درگذشت و در «قبرستان رضوان» جهرم به خاک سپرده شد. 

## آثار و تقریرات
- «خزان العلم و اهل بیت الوحی» شرح و تفسیری از زیارت جامعهٔ کبیره جلد اول، به سال ۱۳۷۷، انتشارات شهید مصلی نژاد جهرم
- «چهل حدیث در فضیلت مولای متقیان امام علی» (چاپ نشده)
- «تقریرات درس خارج فقه آیت‌الله العظمی بروجردی» (کتاب طهارت، خمس، قضا)
- «تقریرات درس خارج فقه و اصول امام خمینی» در شش دفتر[۱]